# The Desert Hawk

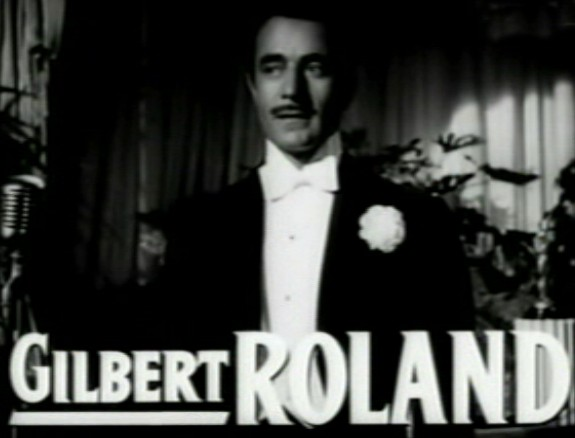
Gilbert Roland, ator que interpretou os gêmeos Hassan e Kasim no seriado.

The Desert Hawk é um seriado estadunidense de 1944, gênero aventura, dirigido por B. Reeves Eason, em 15 capítulos, estrelado por Gilbert Roland e Mona Maris. Foi produzido e distribuído pela Columbia Pictures, e veiculou nos cinemas estadunidenses a partir de 7 de julho de 1944
Foi o 23º entre os 57 seriados produzidos pela Columbia Pictures.

## Sinopse
O sinistro Hassan começa a conspirar contra o Califa recentemente coroado, seu irmão gêmeo Kasim. O gêmeo maligno envolve a ajuda da Faud que envia seus homens ao palácio para sequestrar o Califa e assassiná-lo. Os capangas entram no Palácio e ferem Kasim, que escapa. Um mendigo chamado Omar o encontra e cuida dele até que sua saúde seja restaurada. No momento que Kasim ferido se recupera, seu irmão já assumiu o trono e os planos para se casar com a princesa Azala, filha do Emir de Telif que não sabe que o califa atual é um impostor. Kasim decide lutar pelo trono e pela princesa, como Desert Hawk (Falcão do Deserto).

## Elenco
- Gilbert Roland - Kasim, The Desert Hawk e Hassan, seu malévolo irmão gêmeo.
- Mona Maris - Princesa Azala
- Ben Welden - Omar
- Kenneth MacDonald - Akbar
- Frank Lackteen - Faud
- I. Stanford Jolley - Saladin
- Charles B. Middleton - Koda Bey
- Egon Brecher - Grey Wizard
- Georges Renavent - Emil de Telif (creditado George Renavent)
- Margia Dean – Filha do mágico
- Forrest Taylor - Akrad

## Produção
The Desert Hawk é um "Western" com elementos capa-e-espada.
De acordo com Cline, Roland foi "soberbamente convincente como o falcão arrojado e tornou memorável um thriller que seria rotineiro". Foi um raro momento, a presença de Roland num seriado. Na verdade, ele assumiu o papel que seria do ator James Ellison, que sofreu um acidente durante a filmagem do primeiro capítulo e foi substituído.
Muitas cenas foram reutilizadas no seriado da Columbia Pictures de 1955, Adventures of Captain Africa, Mighty Jungle Avenger!.

## Capítulos
1. The Twin Brothers
2. The Evil Eye
3. The Mark of the Scimitar
4. A Caliph's Treachery
5. The Secret of the Palace
6. The Feast of the Beggars
7. Double Jeopardy
8. The Slave Traders
9. The Underground River
10. The Fateful Wheel
11. The Mystery of the Mosque
12. The Hand of Vengeance
13. Swords of Fate
14. The Wizard's Story
15. The Triumph of Kasim

Fonte: